# Bücker Flugzeugbau
Bücker-Flugzeugbau GmbH fue un fabricante de aeronaves alemán fundado en 1932. Fue notorio por sus aviones deportivos de gran prestigio que fueron utilizados como aviones de entrenamiento por la Luftwaffe durante la II Guerra Mundial.

## Historia
La compañía fue fundada por Carl Clemens Bücker, que había servido como oficial en la Marina Imperial Alemana durante la I Guerra Mundial y después pasó algunos años en Suecia estableciendo la fábrica de Svenska Aero. Con la venta de este negocio a finales de 1932, Bücker retornó a su Alemania natal donde abrió su nueva fábrica en Johannisthal, Berlín en 1934, pero se trasladó a una nueva fábrica más grande de recién construcción en Rangsdorf en 1935.
Los tres mayores éxitos de Bücker fueron el Bücker Bü 131 Jungmann (1934), el Bü 133 Jungmeister (1936) y el Bü 181 Bestmann (1939). Junto a estos, la compañía construyó diseños de varios otros fabricantes bajo licencia, incluyendo el Focke-Wulf Fw 44, el DFS 230, y componentes para el Focke-Wulf Fw 190, Junkers Ju 87, y Henschel Hs 293.
Durante la guerra, fue empleado trabajo forzado en las fábricas de Bücke. Hasta 500 prisioneros de la Unión Soviética vivieron en un próximo campo de prisioneros en malas condiciones; hubo también trabajo forzoso de Francia, Italia y otros países.
Al final de la II Guerra Mundial, las instalaciones de la compañía cayeron en la zona de ocupación soviética, y fueron confiscadas. La compañía fue entonces desmantelada. El ejército soviético usó las instalaciones para mantenimiento de aviones hasta su retirada de Alemania en la década de 1990.
El Bü 181 continuó siendo construido en Checoslovaquia y Egipto después de la guerra.

## Aeronaves
- Bücker Bü 131 Jungmann (Hombre Joven) (1934) entrenador de motor único y dos asientos, biplano
- Bücker Bü 133 Jungmeister (Joven Campeón) (1935) entrenador avanzado/acrobático de motor único y un asiento, biplano
- Bücker Bü 134 monoplano (prototipo)
- Bücker Bü 180 Student (1937) entrenador de motor único y dos asientos, monoplano de ala baja
- Bücker Bü 181 Bestmann (Mejor Hombre) (1939) entrenador/utilitario de motor único y dos asientos, monoplano de ala baja
- Bücker Bü 182 Kornett